# 山西省文物保护单位
山西省文物保护单位，是由中华人民共和国山西省文物局提出，山西省政府批准，上报国务院备案，正式对外公布并竖立标志的山西省省级文物保护单位。
- 第一批（初次）：1957年5月6日公布，共838項[1]
- 第二批（初次）：1959年7月20日公布，共883處[2]

- 第一批（調整）：1965年5月24日公布，共124处，其中[3][4]：
  - 革命遗址及革命纪念建筑物：8处
  - 古遗址：35处
  - 古墓葬：20处
  - 石窟寺：4处
  - 古建筑及历史纪念建筑物：51处
  - 石刻及其它：6处
- 第二批：1986年8月18日公布，共180处，其中[5]：
  - 革命遗址及革命纪念建筑物：8处
  - 古遗址：44处
  - 古墓葬：13处
  - 石窟寺：5处
  - 古建筑及历史纪念建筑物：105处
  - 石刻及其它：5处
- 第三批：1996年1月12日公布，共152处，其中[6]：
  - 革命遗址及革命纪念建筑物：6处
  - 古遗址：20处
  - 古墓葬：13处
  - 石窟寺：2处
  - 古建筑及历史纪念建筑物：108处
  - 石刻及其它：3处
- 第四批：2004年6月10日公布，共228处（包括两处合并项目），其中[7][8]：
  - 古遗址：28处
  - 古墓葬：17处
  - 古建筑：167处
  - 石窟寺：4处
  - 近代现代重要史迹和代表性建筑：12处
- 第五批：2016年6月6日公布，共178处，其中[9]：
  - 古遗址：15处
  - 古墓葬：4处
  - 古建筑：107处
  - 石窟寺：4处
  - 近代现代重要史迹和代表性建筑：48处
- 第六批：2021年8月4日公布，共371处，其中[10][11]：
  - 古遗址：31处
  - 古墓葬：12处
  - 古建筑：234处
  - 近代现代重要史迹和代表性建筑：89处
  - 石窟寺及石刻：5处

## 分市列表
此列表列举了各地级市的省级文物保护单位，不包括后来成为全国重点文物保护单位的文物。
索引：太原市、大同市、阳泉市、长治市、晋城市、朔州市、晋中市、运城市、忻州市、临汾市、吕梁市